# Gan HaYir Tower
Gan HaYir Tower (hebr. גן העיר, Gan Ha-Ir) – wieżowiec w osiedlu mieszkaniowym Cafon Jaszan, w mieście Tel Awiw w Izraelu.

## Historia

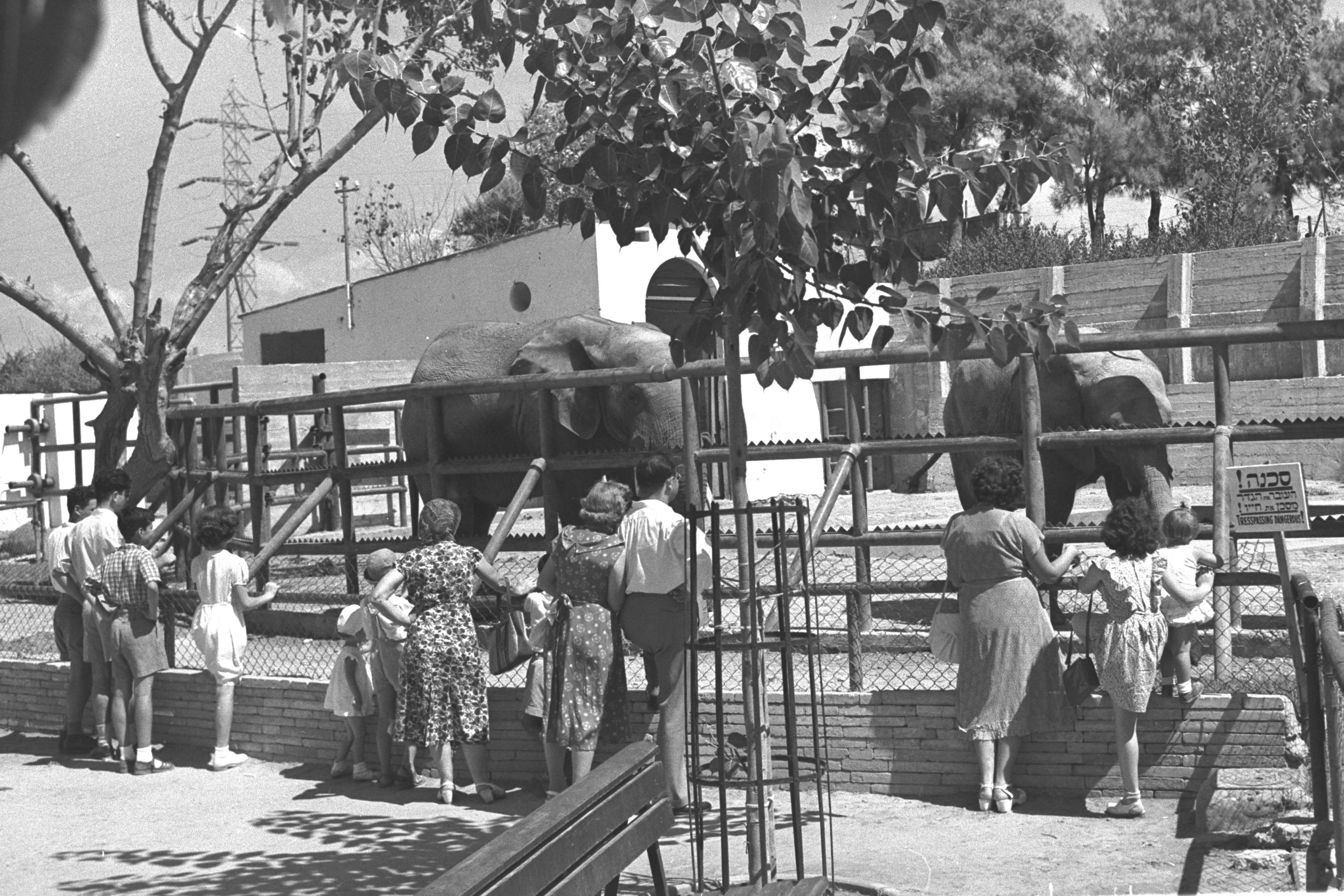
Tel Aviv ZOO

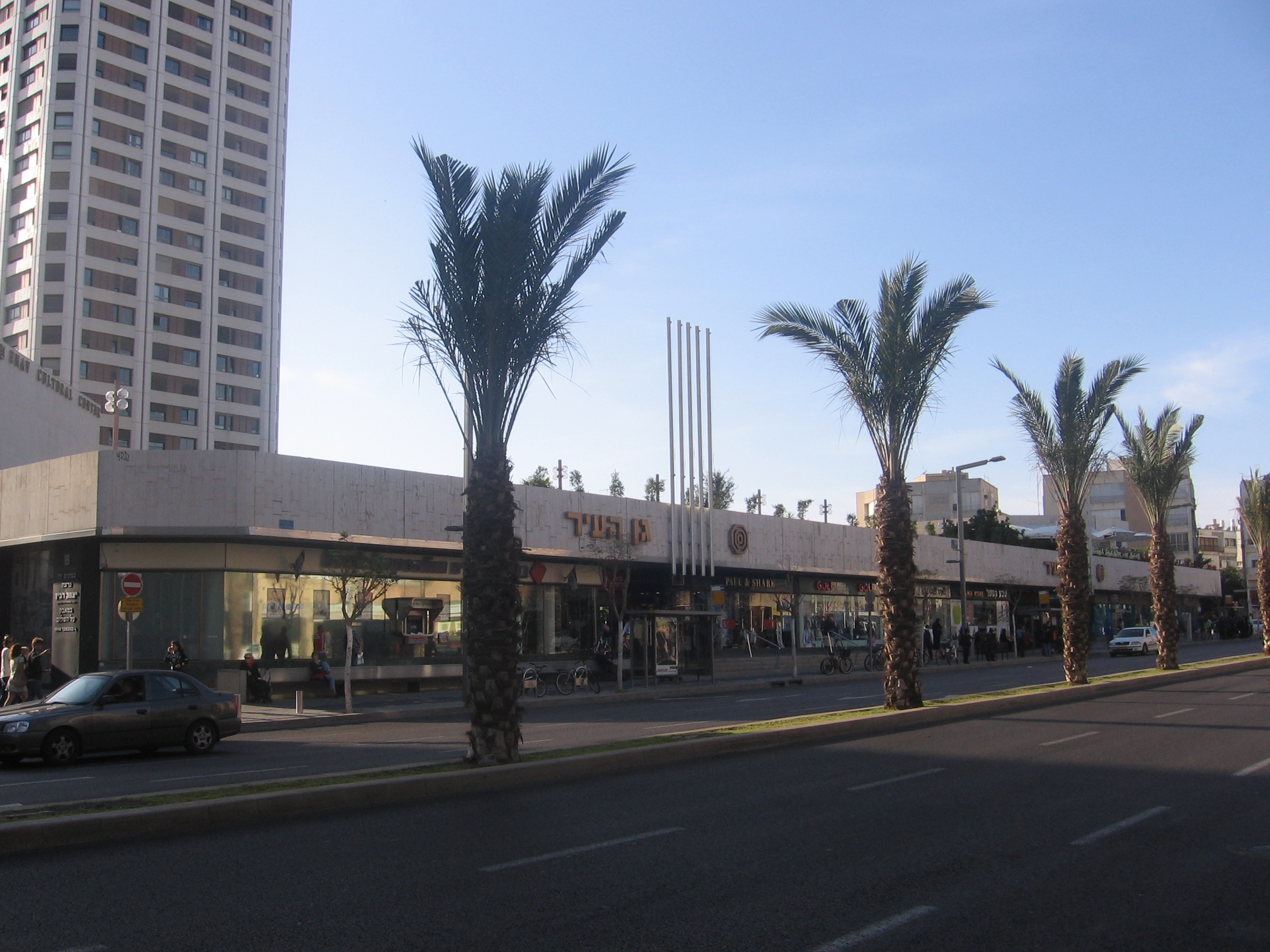
Widok na kompleks budynków od strony ulicy Iben Gvirol

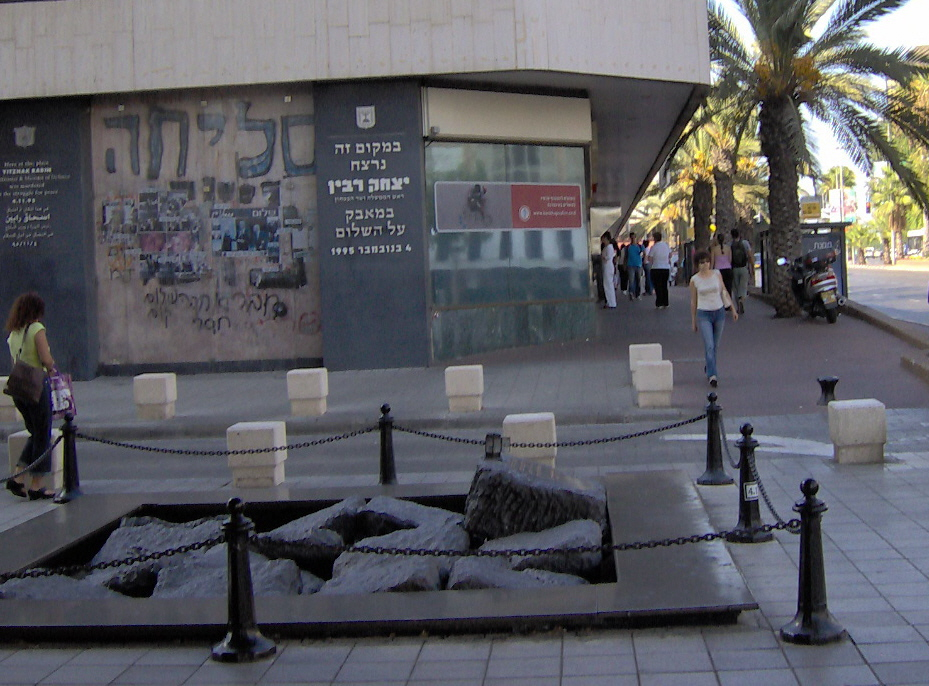
Pomnik upamiętniający miejsce zabójstwa premiera Icchaka Rabina

Władze miejskie Tel Awiwu kupiły tę ziemię w 1925 od mieszkańca arabskiej wioski Sumyel, Ibrahima Effendi. Według sporządzonego przez Patricka Geddesa planu rozwoju miasta na północ, w miejscu tym miał być wybudowany główny szpital miejski. Program budowy szpitala jednak nie powiódł się i władze miejskie postanowiły wykorzystać ten teren na działalność rolniczą. Istniejący tutaj sad przynosił jednak niskie zyski i w 1930 powołano specjalny komitet do zbadania możliwości dalszych inwestycji w tym rejonie. Prace komitetu przeciągały się, a tereny sadu zostały wykorzystane przez Arabów podczas rozruchów antyżydowskich w 1936. Przyśpieszyło to prace komitetu, który poszukiwał sposobu zagospodarowania tej ziemi.
W listopadzie 1939 utworzono w tym miejscu ogród zoologiczny Tel Aviv ZOO (utworzony w 1934 i dotychczas zajmujący tymczasowe siedziby, nie spełniające odpowiednich warunków do przetrzymywania zwierząt). Przy ogrodzie powstał Park Miejski (hebr. Gan HaYir).
Wraz z rozwojem miasta pojawiały się nowe koncepcje wykorzystania tego zielonego obszaru położonego w samym centrum miasta. W 1966 w jego bezpośrednim sąsiedztwie wybudowano Ratusz w Tel Awiwie. Po długich dyskusjach zdecydowano się na stworzenie w tym miejscu nowoczesnego centrum rozrywkowo-kulturalno-handlowo-mieszkaniowego.
5 października 1980 zamknięto tutejsze ZOO. W 1981 przyjęto projekt biura Cnaan Elchanani Architects, który zaprojektował centrum handlowe z wewnętrznym dziedzińcem i przyległym wieżowcem mieszkalnym. Na dachu centrum handlowego miał znajdować się otwarty park.
4 listopada 1995 Ronnie Akmpller z dachu centrum handlowego udokumentował amatorską kamerą zabójstwo premiera Icchaka Rabina. Przez następnych kilka lat, na południowej ścianie centrum zachowywano graffiti, które spontanicznie powstało w proteście po śmierci Rabina. Część z tego grafiti zachowano pod szkłem. Znajduje się ono tuż obok symbolicznego pomnika, znajdującego się w miejscu śmierci premiera.

## Dane techniczne
Wieżowiec jest położony na niewielkim wzgórzu, przez co wydaje się być jeszcze wyższy niż jest w rzeczywistości. Budynek ma 26 kondygnacji i wysokość 100 metrów.
Najwyższe piętro ma duże szklane panoramiczne okna oraz częściowy szklany sufit. Rozciąga się stąd panorama na miasto i Morze Śródziemne. Na najwyższym piętrze znajduje się także basen kąpielowy.
W dolnej części budynku rozciąga się obszerne centrum handlowe o powierzchni 12 500 m². Na dachu centrum handlowego umieszczono otwarty park oraz centrum kultury Enav. Całość stanowi integralną część kompleksu Gan HaYir Tower. Centrum handlowe posiada wewnętrzny dziedziniec, w którym urządzono park z rzeźbami.
Budynek jest połączony pomostem z Ratuszem Miejskim.
W budynku swoje siedziby mają następujące firmy: M. Schechter Development Ltd. oraz ESL - Eng. S. Lustig Consulting Engineers Ltd..